# Nerman Fatić
Nerman Fatić (* 24. Oktober 1994 in Sarajevo) ist ein bosnischer Tennisspieler.

## Karriere
Fatić spielte kaum auf der ITF Junior Tour. In der Jugend-Rangliste erreichte er Platz 1384.
Bei den Profis spielte Fatić schon 2011 und 2012 vereinzelt. 2013 schaffte er sich erstmals in der Tennisweltrangliste zu platzieren. Er zog in die Top 1000 ein und gewann im Doppel auf der ITF Future Tour seine ersten zwei Titel, während er im Einzel zweimal das Halbfinale erreichte. Anfang des Jahres gab er sein Debüt für die Bosnisch-herzegowinische Davis-Cup-Mannschaft. In den folgenden Jahren stagnierte er in der Rangliste und kam nie über Platz 600 hinaus. 2014, 2015 und 2017 gewann er im Doppel je einen Titel, 2016 war er zweimal erfolgreich. Im Einzel stand er 2016 in seinem ersten Endspiel. 2018 machte er im Einzel mit den ersten zwei Titeln schließlich einen Sprung unter die Top 500. Mit drei weiteren Titel 2019 sowie dem ersten Erfolg bei einem Turnier der ATP Challenger Tour in Parma, wo er das Achtelfinale erreichte, schloss er das Jahr mit Rang 363 erstmals in den Top 400 ab und war damit in einem Bereich, um an der Qualifikation zu Challengers teilzunehmen. Im Doppel gewann er 2018 seine vorerst letzten vier Future-Titel, stand aber weiterhin außerhalb der Top 500.
2021 schaffte Fatić in Zadar aus der Qualifikation das Halbfinale zu erreichen, in dem er aufgeben musste. In zwei weiteren Vorschlussrunden, in Lošinj und Antalya, stand er und ein Viertelfinale erreichte er noch. Damit bezog er die meisten seiner Punkte erstmals aus Challenger-Turnieren und stand Ende des Jahres auf Platz 310. Anfang 2022 gewann er seinen sechsten und vorerst letzten Future-Titel. Danach lag der Fokus auf der Challenger Tour, auf der er aber bis September des Jahres keine Erfolge erzielte. In Sibiu brach er den Bann. Dort besiegte er im Halbfinale die Nummer 71 der Welt Federico Coria und anschließend im Endspiel seinen Landsmann Damir Džumhur. Das erste Mal überhaupt trafen zwei Bosnier in einem Challenger-Finale aufeinander. Nach seinem ersten Challenger-Titel stieg er auf Platz 195. Weitere Erfolge gelangen ihm bis Jahresende nicht, sodass er wieder bis auf Platz 231 sank. In Perugia zog er im Doppel das erste Mal ins Halbfinale ein und stieg zwischenzeitlich auf Platz 449, sein Karrierehoch.

## Erfolge
| Legende (Anzahl der Siege) |
| Grand Slam                 |
| ATP Finals                 |
| ATP Tour Masters 1000      |
| ATP Tour 500               |
| ATP Tour 250               |
| ATP Challenger Tour (2)    |

### Einzel

#### Turniersiege
| Nr. | Datum              | Turnier   | Belag | Finalgegner   | Ergebnis |
| --- | ------------------ | --------- | ----- | ------------- | -------- |
| 1.  | 25. September 2022 | Sibiu (1) | Sand  | Damir Džumhur | 6:3, 6:4 |
| 2.  | 24. September 2023 | Sibiu (2) | Sand  | Damir Džumhur | 6:2, 6:4 |